# Ledebouria cooperi
Ledebouria cooperi är en sparrisväxtart som först beskrevs av Joseph Dalton Hooker, och fick sitt nu gällande namn av John Peter Jessop. Ledebouria cooperi ingår i släktet Ledebouria och familjen sparrisväxter. Inga underarter finns listade i Catalogue of Life.

## Bildgalleri

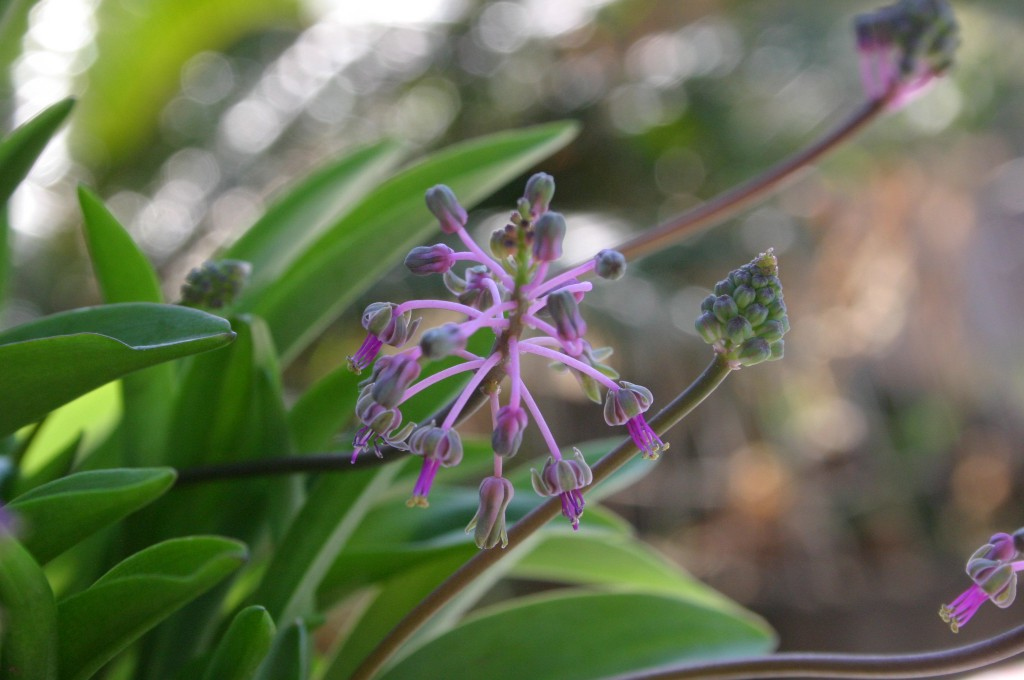